# Pascià di Tripoli

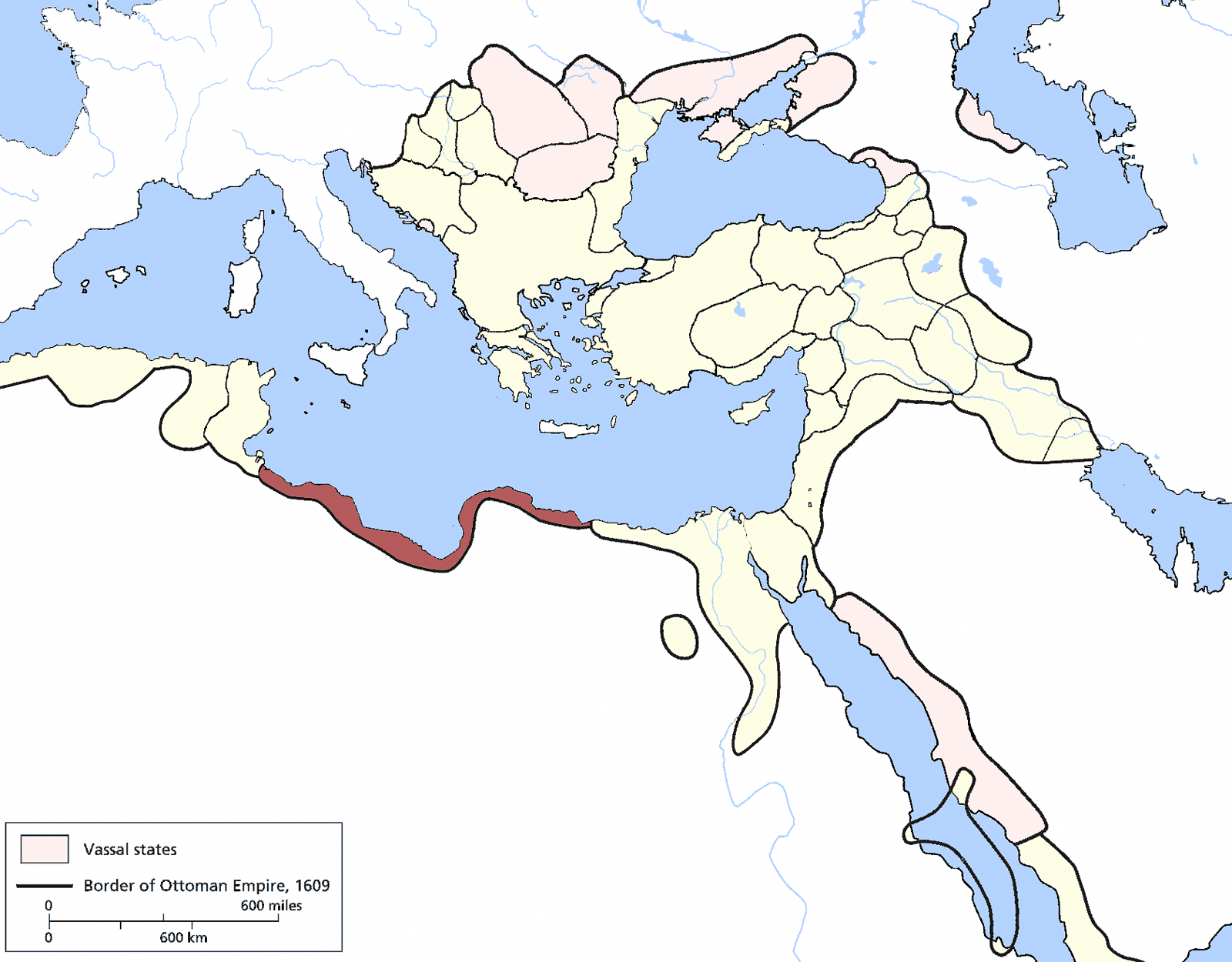
Mappa della Tripolitania ottomana (in rosso), 1609.

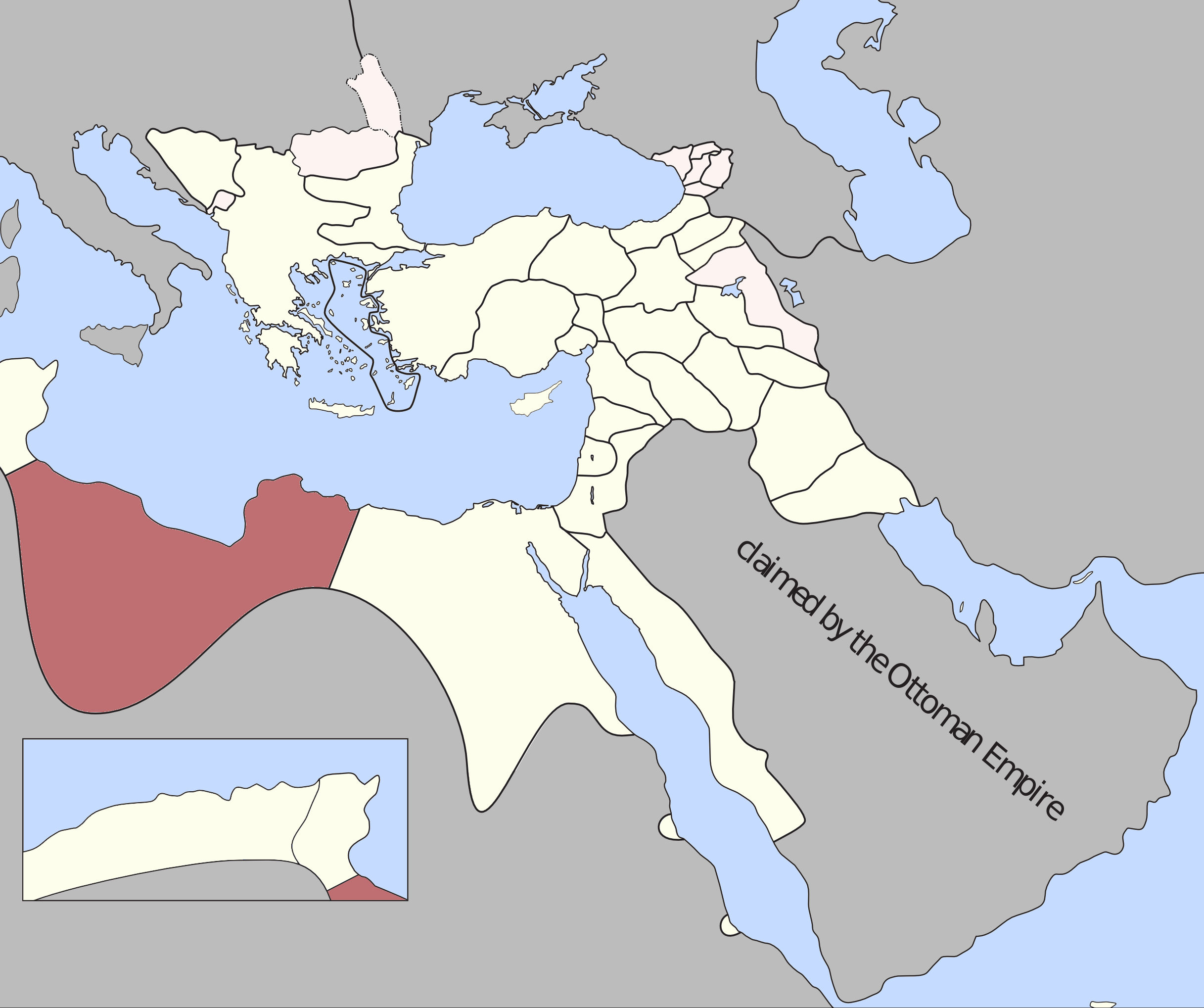
Mappa della Tripolitania ottomana (in rosso), 1795.

Mappa della Tripolitania ottomana (in rosso), 1900.

Bandiera della Tripolitania ottomana

Pascià di Tripoli era un titolo detenuto da molti sovrani di Tripoli nella Tripolitania ottomana. L'Impero ottomano governò il territorio per la maggior parte del tempo dall'assedio di Tripoli nel 1551 fino all'invasione italiana della Libia nel 1911, all'inizio della guerra italo-turca.

## Elenco
| Mandato                                   | Ritratto | Carica                                                 | Note                                                |
| ----------------------------------------- | -------- | ------------------------------------------------------ | --------------------------------------------------- |
| Provincia di Tripoli (Sovranità ottomana) |          |                                                        |                                                     |
| 15 agosto 1551 - 1556                     |          | Murad Agha, Beilerbei                                  |                                                     |
| 1556 - 23 giugno 1565                     |          | Turgut (Dragut) Reis, Beilerbei                        | Morto durante il Grande assedio di Malta            |
| luglio 1565 - 27 giugno 1568              |          | Kiliç Ali Pascià, Beilerbei                            |                                                     |
| 27 giugno 1568 - 28 marzo 1571            |          | Yahya Pascià, Beilerbei                                |                                                     |
| 28 marzo 1571 - 1572                      |          | Cafer Pascià, Beilerbei                                |                                                     |
| 1572 - 1574                               |          | Mustafa Pascià, Beilerbei                              |                                                     |
| 1574 - 5 luglio 1577                      |          | Haydar Pascià, Beilerbei                               | ª carica                                            |
| 5 luglio 1577 - 1578                      |          | Hasan Pascià, Beilerbei                                |                                                     |
| 1578 - 1584                               |          | Haydar Pascià, Beilerbei                               | 2ª carica                                           |
| 1584 - 1585                               |          | Sakızlı Mehmed Pascià, Beilerbei                       | 1ª carica                                           |
| 1585 - 1589                               |          | Ramazan Pascià, Beilerbei                              |                                                     |
| 1589                                      |          | Sakızlı Mehmed Pascià, Beilerbei                       | 2ª carica                                           |
| 1589 - ottobre 1590                       |          | Istanköylü Ahmed Pascià, Beilerbei                     |                                                     |
| ottobre 1590 - 1595                       |          | Sakızlı Mehmed Pascià, Beilerbei                       | 3ª carica                                           |
| 1595 - dicembre 1603                      |          | Memi Mehmed Pascià, Beilerbei                          |                                                     |
| dicembre 1603 - 1614                      |          | Safer Dey, Beilerbei                                   |                                                     |
| 1614 - 1626                               |          | Sherif Pascià, Beilerbei                               |                                                     |
| 1626                                      |          | Ramazan Dey, Beilerbei                                 |                                                     |
| 1626 - gennaio 1631                       |          | Sakizli Mehmed Pascià, Beilerbei                       |                                                     |
| gennaio 1631 - 29 aprile 1672             |          | Sakizli Osman Pascià, Beilerbei                        | Governatore ottomano più longevo della Tripolitania |
| 29 aprile 1672 - luglio 1672              |          | Osman Reis as-Suhali, Beilerbei                        |                                                     |
| luglio 1672 - maggio 1675                 |          | Bali Çavush, Beilerbei                                 |                                                     |
| 18 maggio 1675 - gennaio 1677             |          | Misirliohlu Ibrahim Pascià, Beilerbei                  |                                                     |
| gennaio 1677                              |          | Inebolulu Ibrahim Çelebi, Beilerbei                    |                                                     |
| gennaio 1677 - aprile 1677                |          | Istanköylü Büyük Mustafa, Beilerbei                    |                                                     |
| aprile 1677 - 1678                        |          | Baba Osman, Beilerbei                                  |                                                     |
| 1678 - 1682                               |          | Ak Mehmed Timur, Beilerbei                             |                                                     |
| 1682 - 21 giugno 1682                     |          | Abaza Hüseyin, Beilerbei                               |                                                     |
| 21 giugno 1682 - 1683                     |          | Cezayirli Abdullah, Beilerbei                          |                                                     |
| 1683                                      |          | Terzi Ibrahim, Beilerbei                               |                                                     |
| 1683 - ottobre 1687                       |          | Halil Pascià, Beilerbei                                |                                                     |
| ottobre 1687 - 1689                       |          | Mehmed Pascià, Beilerbei                               | 1ª carica                                           |
| 1689 - 3 febbraio 1695                    |          | Bosnak Ismail Pascià, Beilerbei                        |                                                     |
| 3 febbraio 1695 - 1º agosto 1700          |          | Destari Mehmed Pascià, Beilerbei                       | 2ª carica                                           |
| 1 agosto 1700 - 20 novembre 1700          |          | Turgutlulu Kahveci Osman, Beilerbei                    |                                                     |
| 20 novembre 1700 - dicembre 1702          |          | Gelibolulu Haci Mustafa, Beilerbei                     |                                                     |
| dicembre 1702 - 23 novembre 1710          |          | Halil Pascià, Beilerbei                                |                                                     |
| 23 novembre 1710 - 20 gennaio 1711        |          | Ismail Hoça, Beilerbei                                 |                                                     |
| 20 gennaio 1711 - 4 luglio 1711           |          | Mehmed Hüseyin Çavush, Beilerbei                       |                                                     |
| 4 luglio 1711 - 29 luglio 1711            |          | Abu Umays Mahmud, Beilerbei                            |                                                     |
| Reggenza di Tripoli (Dinastia Karamanli)  |          |                                                        |                                                     |
| 29 luglio 1711 - 2 novembre 1745          |          | Ahmad I Pascià (Sidi Hamid Qaramanli Quluglu), Sultano |                                                     |
| 2 novembre 1745 - 24 luglio 1754          |          | Mehmed Pascià, Sultano                                 |                                                     |
| 24 luglio 1754 - 30 luglio 1793           |          | Ali I Pascià, Sultano                                  |                                                     |
| 30 luglio 1793 - novembre 1794            |          | Seydi Ali (II) Pascià, Sultano                         | Usurpatore                                          |
| novembre 1794 - 24 gennaio 1796           |          | Ahmad II Bey, Sultano                                  |                                                     |
| 24 gennaio 1796 - 5 agosto 1832           |          | Yusuf Pascià, Sultano                                  |                                                     |
| 1817                                      |          | Mehmed, Sultano                                        | In rivolta, 1ª carica                               |
| 1824                                      |          | Mehmed ibn 'Ali, Sultano                               | In rivolta, 1ª carica                               |
| 1826                                      |          | Mehmed, Sultano                                        | In rivolta, 2ª carica                               |
| luglio 1832                               |          | Mehmed, Sultano                                        | In rivolta, 3ª carica                               |
| 1835                                      |          | Mehmed ibn 'Ali, Sultano                               | In rivolta, 2ª carica                               |
| 5 agosto 1832 - 26 maggio 1835            |          | Ali II Pascià, Sultano                                 |                                                     |
| Provincia di Tripoli (Sovranità ottomana) |          |                                                        |                                                     |
| 26 maggio 1835 - 7 settembre 1835         |          | Mustafa Negib Pascià, Wali                             | Governatore                                         |
| 7 settembre 1835 - 6 maggio 1837          |          | Mahmud Raif Pascià, Wali                               | Governatore                                         |
| 6 maggio 1837 - 5 settembre 1838          |          | Çeshmeli Hasan Pascià, Wali                            | Governatore                                         |
| 5 settembre 1838 - 15 luglio 1842         |          | Ali Asker Pascià, Wali                                 | Governatore                                         |
| 15 luglio 1842 - 22 aprile 1847           |          | Mehmed Emin Pascià, Wali                               | Governatore                                         |
| 22 aprile 1847 - 13 settembre 1849        |          | Ragib Pascià, Wali                                     | Governatore                                         |
| 13 settembre 1849 - 16 settembre 1852     |          | Izzet Ahmed Pascià, Wali                               | Governatore                                         |
| 16 settembre 1852 - 1 novembre 1855       |          | Mustafa Nuri Pascià, Wali                              | Governatore                                         |
| 1º novembre 1855 - 1º ottobre 1857        |          | Osman Pascià, Wali                                     | Governatore                                         |
| 1º ottobre 1857 - 4 agosto 1860           |          | Ahmed Izzet Pascià, Wali                               | Governatore, 1ª carica                              |
| 4 agosto 1860 - 18 giugno 1867            |          | Mahmud Nedim Pascià, Wali                              | Governatore                                         |
| giugno 1867 - luglio 1867                 |          | Hassan Pascià, recitante Wali                          | Facente funzione di Governatore                     |
| luglio 1867 - maggio 1870                 |          | Cezayrli Ali Reza Pascià, Wali                         | Governatore, 1ª carica                              |
| maggio 1870 - giugno 1870                 |          | Mustafa Pascià, ruuolo di Wali                         | Facente funzione di Governatore                     |
| giugno 1870 - settembre 1871              |          | Mehmed Halet Pascià, Wali                              | Governatore                                         |
| settembre 1871 - aprile 1872              |          | Bostancibahizade Mehmed Rashid Pascià, Wali            | Governatore                                         |
| aprile 1872 - 6 giugno 1873               |          | Cezayrli Ali Reza Pascià, Wali                         | Governatore, 2ª carica                              |
| 6 giugno 1873 - novembre 1874             |          | Hasan Samih Pascià, Wali                               | Governatore                                         |
| novembre 1874 - febbraio 1875             |          | Mustafa Asim Pascià, Wali                              | Governatore                                         |
| febbraio 1875 - agosto 1877               |          | Mustafa Sidki Pascià, Wali                             | Governatore                                         |
| 1877                                      |          | Mehmed Çelaleddin Pascià, Wali                         | Governatore                                         |
| dicembre 1877 - febbraio 1878             |          | Söylemezoglu Ali Kemali, Wali                          | Governatore                                         |
| febbraio 1878 - luglio 1879               |          | Mehmed Sabri Pascià, Wali                              | Governatore                                         |
| luglio 1879 - maggio 1880                 |          | Ahmed Izzet Pascià, Wali                               | Governatore, 2ª carica                              |
| maggio 1880 - ottobre 1881                |          | Mehmed Nazif Pascià, Wali                              | Governatore                                         |
| ottobre 1881 - giugno 1896                |          | Ahmed Rasim Pascià, Wali                               | Governatore                                         |
| giugno 1896 - marzo 1899                  |          | Nemik Bey, Wali                                        | Governatore                                         |
| marzo 1899 - luglio 1900                  |          | Haçim Bey, Wali                                        | Governatore                                         |
| luglio 1900 - dicembre 1903               |          | Hafiz Mehmed Bey, Wali                                 | Governatore                                         |
| dicembre 1903 - maggio 1904               |          | Hasan Husni Pascià (Hüseyin Effendi), Wali             | Governatore                                         |
| maggio 1904 - agosto 1904                 |          | Abderrahman Bey, ruolo di Wali                         | Facente funzione di Governatore                     |
| agosto 1904 - agosto 1908                 |          | Recep Pascià, Wali                                     | Governatore                                         |
| dicembre 1908 - agosto 1909               |          | Ahmed Favzi Pascià, Wali                               | Governatore                                         |
| agosto 1909 - agosto 1910                 |          | Hüseyin Husni Pascià, Wali                             | Governatore                                         |
| agosto 1910 - 1911                        |          | Ibrahim Pascià, ruolo di Wali                          | Facente funzione di Governatore                     |
| 1911                                      |          | Bekir Samih Bey, Wali                                  | Governatore, non è entrato in carica                |
| 1911 - 5 ottobre 1911                     |          | Besim Bey, ruolo di Wali                               | Facente funzione di Governatore                     |
| 1911 - 15 gennaio 1913                    |          | Neshet Bey, Wali                                       | Governatore                                         |
| 1913 - 1915                               |          | '....', Wali                                           | Governatore, in esilio                              |
| 1915 - 1917                               |          | Osman Bey, Wali                                        | Governatore, in esilio                              |
| 1917 - 1918                               |          | Nuri Bey, Wali                                         | Governatore, in esilio                              |
| 1918                                      |          | Ishaq Bey, Wali                                        | Governatore, in esilio                              |
| aprile 1918 - 16 novembre 1918            |          | Osman Fuad Pascià, Wali                                | Governatore, in esilio                              |

Per la continuazione dopo la conquista italiana: Governatori della Tripolitania italiana e Governatori della Cirenaica italiana.